# Wuzhu Wenxi
Wuzhu Wenxi (chiń. 無著文喜, pinyin Wúzhù Wénxǐ; kor. 무저문희 Mujŏ Munhui; jap. Mujaku Bunki; wiet. Vô Trứ Văn Hỉ; ur. 820, zm. 899) – mistrz chan z końcowego okresu dynastii Tang.

## Życiorys
Pochodził z rodziny Zhu, urodził się w Jiahe, Yuxi. W wieku 7 lat został nowicjuszem i przyjął jako swego nauczyciela lokalnego mistrza chan Guoqinga, który nauczał w klasztorze Changle. Studiował wskazania buddyjskie i klasykę buddyjską. Gdy w roku 845 cesarz Huichang rozpoczął prześladowania buddyzmu, wiele mniszek i mnichów unikało prześladowań ubierając się w świeckie szaty i tak też zrobił Wenxi.
Gdy cesarz Xuanzong przerwał prześladowania i starał się odnowić buddyzm w 847 r. Wenxi udał się do klasztoru Qifeng w Yanguan i ponownie został mnichem. Osiągnął wówczas oświecenie.
Przed śmiercią mistrz powiedział do zgromadzonych ludzi o północy „Pomyślcie jeszcze raz i jeszcze raz i oto jest nirvana. Po tych słowach usiadł w pozycji lotosu i zmarł.
W 901 r. gen. Tian Tui z Xuancheng w odpowiedzi na rebelię gen. Xu Si z Hangzhou zezwolił swojej armii na łupiestwo. Gdy przybyli do Hangzhou odkopali grob mistrz Wenxi i zobaczyli, że jego ciało było nietknięte. Książę Qian rozkazał zapieczętować grób. W 1208 r. grób Wenxi został przeniesiony na górę Jingci, gdzie spalono ciało mistrza i następnie pochowano go na lewo od pagody mistrza Zhijueshou.

## Linia przekazu Dharmy zen
Pierwsza liczba oznacza liczbę pokoleń mistrzów od 1 Patriarchy indyjskiego Mahakaśjapy.
Druga liczba oznacza liczbę pokoleń od 28/1 Bodhidharmy, 28 Patriarchy Indii i 1 Patriarchy Chin.
Trzecia liczba oznacza początek nowej linii przekazu w danym kraju.
- 36/9. Baizhang Huaihai (720–814)
  - 37/10. Guishan Lingyou (771–853) szkoła guiyang
    - 38/11. Liu Tiemo (bd) mistrzyni chan
    - 38/11.Yangshan Huiji (814–890)
      - 39/12. Wuzhu Wenxi (821–900)
      - 39/12. Miaoxin (bd) mistrzyni chan
      - 39/12. Hangzou Wenxi (bd)
      - 39/12. Xita Guangmu (Yangshan) (bd)
        - 40/13. Zifu Rubao (bd)

      - 39/13/1. Wŏnnang Taet’ong (816–883) szkoła sŏngju – Korea
      - 39/12/1. Sunji Korea
      - 39/12. Nanta Guangyong (840–938)
        - 40/13. Bajiao Huiqing (bd) koreański mistrz działający w Chinach
          - 41/14. Xingyang Qingrang (bd)